# 扬·卡斯珀
扬·卡斯珀（捷克語：Jan Kasper，1932年9月21日—2005年3月4日），捷克男子冰球运动员。他曾代表捷克斯洛伐克国家队参加1956年和1960年冬季奥林匹克运动会冰球比赛，分别获得第五名和第四名。